# Накхонпханом
Накхонпханом  (тайск. นครพนม) — город на северо-востоке Таиланда, административный центр одноимённой провинции. Город охватывает территорию всего тамбона Nai Mueang и Nong Saeng, части тамбонов At Samat и Nong Yat, а также весь район Mueang Nakhon Phanom. В 2013 году население города составляло 30816 человек.[стиль]

## Географическое положение
Наконпханом расположен на правом берегу реки Меконг, в 580 км к северо-востоку от Бангкока. Лаосский город Тхакхэк расположен на противоположном берегу реки. К западу от города расположено озеро.

## Климат
Наконпханом расположен в зоне Тропического саванного климата. Зима сухая и тёплая. Температура повышается до апреля, и в апреле достигает своего максимума (средняя температура за месяц — 34,5 °C). Сезон дождей длится с мая по октябрь, с проливными дождями и более низкой температурой в течение дня, хотя ночи остаются тёплыми.
| Показатель                    | Янв. | Фев. | Март | Апр. | Май  | Июнь | Июль | Авг. | Сен. | Окт. | Нояб. | Дек. | Год   |
| ----------------------------- | ---- | ---- | ---- | ---- | ---- | ---- | ---- | ---- | ---- | ---- | ----- | ---- | ----- |
| Абсолютный максимум, °C       | 35,6 | 38,9 | 41,2 | 42,0 | 39,2 | 37,9 | 36,4 | 37,0 | 35,6 | 35,2 | 34,4  | 34,6 | 42    |
| Средний суточный максимум, °C | 28,8 | 30,6 | 33,2 | 34,5 | 33,2 | 31,5 | 31,2 | 30,7 | 31,2 | 31,2 | 30,1  | 28,5 | 31,23 |
| Средняя температура, °C       | 21,9 | 24,1 | 26,9 | 28,7 | 28,3 | 27,5 | 27,2 | 26,8 | 26,9 | 26,3 | 24,3  | 21,9 | 25,9  |
| Средний суточный минимум, °C  | 15,1 | 18,0 | 21,0 | 23,5 | 24,3 | 24,3 | 24,1 | 23,9 | 23,5 | 21,8 | 18,7  | 15,3 | 21,13 |
| Абсолютный минимум, °C        | 3,1  | 8,0  | 8,2  | 13,8 | 18,8 | 20,3 | 21,4 | 19,0 | 19,6 | 15,4 | 8,8   | 4,1  | 3,1   |
| Норма осадков, мм             | 1    | 2    | 4    | 7    | 15   | 21   | 21   | 23   | 15   | 6    | 1     | 0    | 116   |
| Источник: NOAA (1961-1990)    |      |      |      |      |      |      |      |      |      |      |       |      |       |

## Транспорт
Маршрут 212 проходит от Нонгкхая вдоль реки Меконг через Наконпханом до Мукдахана, затем ведёт на юг к Убонратчатани. Маршрут 22 ведёт на запад через Саконнакхон к Удонтхани.
Наконпханом поддерживается благодаря одноимённому аэропорту, который расположен западнее города на 4 км.[стиль]

## Образование
В 2005 году в городе был образован университет путём слияния нескольких местных школ, включая бывший университет Nakhon Phanom Rajabhat University.